# Palacio del Marqués de San Nicolás (Briones)
El Palacio del Marqués de San Nicolás es la actual casa consistorial y uno de los palacios de la localidad riojana de Briones. Levantado en el siglo XVIII, fue la residencia tradicional de la familia del Marquesado de San Nicolás, hasta su posterior conversión en ayuntamiento hacia el siglo XX. Hoy en día cumple, además, la función de Sala de Exposiciones municipal del pueblo. 

## Historia
El Marquesado de San Nicolás es un título nobiliario creado por Carlos III en 1761. El primer titular fue vecino de Briones, Don Nicolás de Francia y Pascual, Castro y Matute, un destacado consejero en la Hacienda del rey. Antes de la concesión del título, su sobrino Don Esteban de Francia y Baños mandó construir el palacio. Obra del maestro Ignacio de Elejalde y del arquitecto Juan Bautista Arbaizar, fue finalizado en 1755, como así figura la fecha del balcón principal. En 1766, habiendo ya heredado Esteban de Francia y Baños el título de marqués, mandó colocar en la fachada del edificio el escudo repetido del marquesado, que figura sobre la cruz de Santiago, a ambos lados del balcón principal.

### En la actualidad
En algún punto del siglo XX, varios de los herederos del marquesado fue elegidos alcaldes de Briones. En consecuencia, los marqueses trasladaban las correspondencias municipales al palacio, de manera que este se convirtió, con el tiempo, en ayuntamiento de la villa, función que mantiene hasta hoy. Actualmente, el palacio pertenece a la Comunidad Autónoma de La Rioja. 
En 1996, se finalizó una reforma importante en el palacio encargada por el Ministerio de Cultura. Años más tarde, el 14 de agosto de 2007, se inauguró una extensión del Museo de La Rioja en el palacio, conocida como “La Casa Encantada”, una exposición fija sobre la etnografía riojana del siglo pasado. El palacio acoge, asimismo, una amplia variedad de otras exposiciones temporales.Se trata de uno de los tres palacios de Briones que se encuentran en un notable estado, junto al Palacio de los Gadea y al Palacio de los Quincoces. 

## Descripción
El palacio se encuentra en la parte más al Sureste de la Plaza de España de Briones. Construido en el siglo XVIII, es uno de los exponentes de la arquitectura barroca riojana. Cuenta con dos fachadas, una que da a la plaza ya mencionada y otra, que da a las Cercas del Cristo, calle paralela que circunda la parte Este de la plaza.
El edificio, construido en sillares de piedra, responde a la distribución tradicional de los palacios clásicos, contando con tres cuerpos horizontales simétricos, organizados en tres calles superpuestas, sobre las que se organizan además cuatro filas de pilastras adosadas. Por otro lado, el palacio se encuentra rematado por un destacable alero, sujetado por ménsulas de piedra y decorado con una numerosa variedad de conchas, rocallas y otras molduras a modo de relieve, adornando los huecos.  